# متلازمة اللسان والرقبة
متلازمة اللسان والرقبة (NTS)، والتي سُجلت لأول مرة في عام 1980، هي اضطراب نادر يتميز بألم في الرقبة مع أو من دون وخز وتنميل في اللسان في نفس جانب آلام الرقبة. تؤدي الحركة الجانبية الحادة للرأس إلى ظهور الألم، وعادةً ما يستمر من بضع ثوانٍ إلى بضع دقائق. قد يشعر المريض بصداع بعد بدء أعراض الألم والتنميل. العمر النموذجي للبداية هو حوالي فترة المراهقة وقد يحدث في وقت مبكر من عمر 8 إلى 15 عامًا. ومع ذلك، تجدر الإشارة إلى أن البداية السريرية يمكن أن تحدث في وقت مبكر أو متأخر وأن ظهور الحالة المرتبط بالرضوض يمكن أن يحدث في أي عمر، بدءًا من وقت الحادث.

## الوراثة
أشارت إحدى دراسات الحالة إلى أن متلازمة اللسان والرقبة لها نمط وراثة جسمية سائدة. درس العلماء ثماني حالات: 5 مراهقين و3 بالغين. كانت نتائج فحص جميع المراهقين العصبية طبيعية ولم يكن هناك أي عيوب تشريحية واضحة. أما البالغين، وهم آباء ثلاثة من المراهقين، جميعهم ظهرت عليهم الأعراض خلال فترة المراهقة ولم تظهر بعد تلك الفترة أي أعراض. نظرًا لأنه يُعتقد أن متلازمة اللسان والرقبة لديها نمط وراثي جسمي سائد، فإن الاختلافات العديدة التي لوحظت فيما يتعلق بأعراضها يمكن تفسيرها على أنها تعبيرية متغيرة. بعض هذه الاختلافات تشمل عمر بداية المرض، وجانب الرقبة/الوجه حيث يوجد الألم وتواتر النوبات.

## التشخيص
يوجد نوعان معروفان من متلازمة اللسان والرقبة: معقد وغير معقد. يعتبر النوع المعقدة ثانوي لحالة مرضية أخرى بينما يكون النوع غير المعقد إما وراثي أو مرتبط بصدمة جسدية أو مجهول السبب. الحالات مجهولة السبب هي تلك التي تنشأ بشكل عفوي وليس لها سبب معروف. نظرًا لحقيقة أن متلازمة اللسان والرقبة المعقدة غالبًا ما ترتبط بمرض كامن، فمن المهم وجود تشخيص تفريقي. تشمل الأمراض المرتبطة غالبًا بالمتلازمة اختلال وظيفي في الشريان العنقي، والقصور الفقري القاعدي (VBI)، والقصور الرباطي، وتشوه هانز خياري-1، والنوبة الإقفارية العابرة. ومع ذلك، يُعتقد أن غالبية الحالات ذات أصل وراثي، إذ تسبب الأربطة الفضفاضة اختلالات مؤقتة مع المفصل الأطلسي المحوري أثناء دوران الرقبة. وفي وقت لاحق، سيحدث تنميل اللسان إما بسبب خلع جزئي في المفصل الأطلسي المحوري أو الضغط على العصب العنقي الثاني.
وفقًا للتصنيف الدولي لاضطرابات الصداع، الطبعة الثالثة، معايير تشخيص متلازمة اللسان والرقبة هي:
1. اجتماع معيارين على الأقل من المعايير من 2 حتى 4.
2. ألم حاد أو طعني من جانب واحد (مع أو من دون عسر حس متزامن).
3. يُحرض بالحركة المفاجئة للرقبة.
4. تستمر من ثوانٍ إلى عدة دقائق.
5. لم يُفسر بشكل أفضل بالاعتماد على معايير تشخيص التصنيف الدولي لاضطرابات الصداع، الطبعة الثالثة.[9]

## العلاج
ونظرًا لندرة هذه المتلازمة، يحدد العلاج بالاعتماد على تفسير كل حالة على حدة. استخدم البعض المعالجة النخاعية للعمود الفقري وتمارين العلاج الطبيعي لدى المصابين بمتلازمة اللسان والرقبة غير المعقدة، مما أدى إلى تحسين الأعراض. وتشمل الطرق الأخرى لعلاج الأعراض: مضادات الالتهاب غير الستيرويدية، والغابابنتين، وحقن الستيرويد، وسوار الرقبة. يوجد تقرير حالة واحد لامرأة تبلغ من العمر 54 عامًا تعاني من أعراض مستمرة، ولم تستجب لاستخدام سوار الرقبة أو علاجات تخفيض الألم الدوائية، خضعت لاستئصال العصب الفقري الثاني C2. شعرت بأن الأعراض أصبحت أخف بشكل جزئي بعد شفائها من عملية الاستئصال. أظهر فحص الألياف العصبية المقطوعة فقدان كل من الألياف العصبية الميلانينية وغير الميلانينية، وهو تفسير محتمل للأعراض المرتبطة بمتلازمة اللسان والرقبة، ومع ذلك، هناك حاجة إلى مزيد من الدراسة للحصول على إجابة نهائية. نظرًا لأن المتلازمة هي اضطراب نادر، فإن التشخيص يختلف من شخص لآخر بناءً على السبب المقترح للأعراض وشكل العلاج المستخدم. ومع ذلك، أُبلغ عن أن الأشكال العائلية من متلازمة اللسان والرقبة غالبًا ما تظهر أعراضها خلال فترة المراهقة، وتختفي تلقائيًا خلال مرحلة البلوغ.